# Bandă rezonatoare

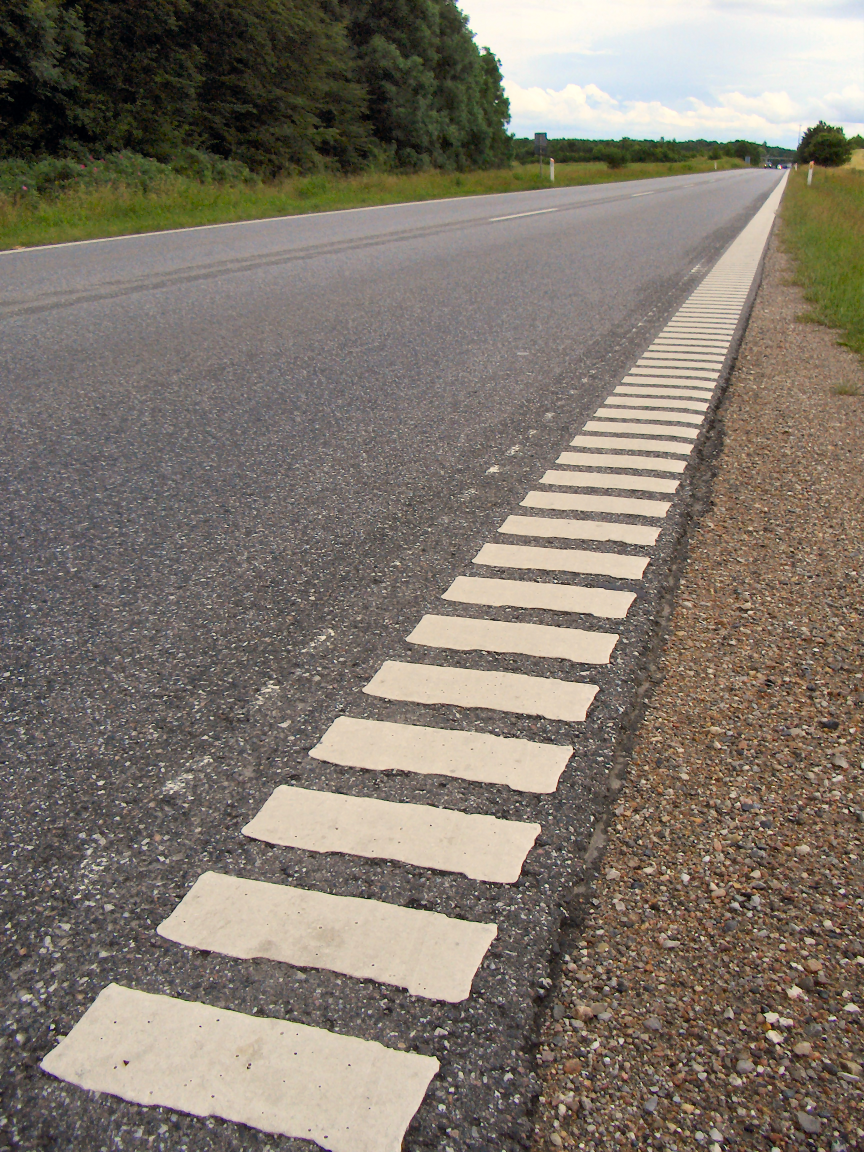
Benzi rezonatoare la marginea căii de rulare

Benzile rezonatoare sunt benzi de avertizare sonoră și fac parte din echipamentul rutier și folosesc pentru a-l face pe șoferul unui vehicul, conștient de anumite pericole. 

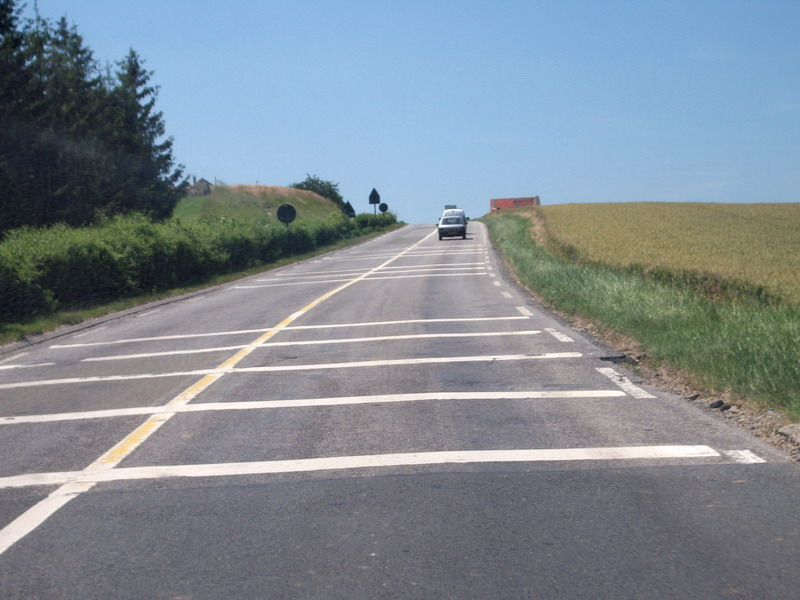
Serie de benzi rezonatoare transversale la apropierea de o intersecție periculoasă

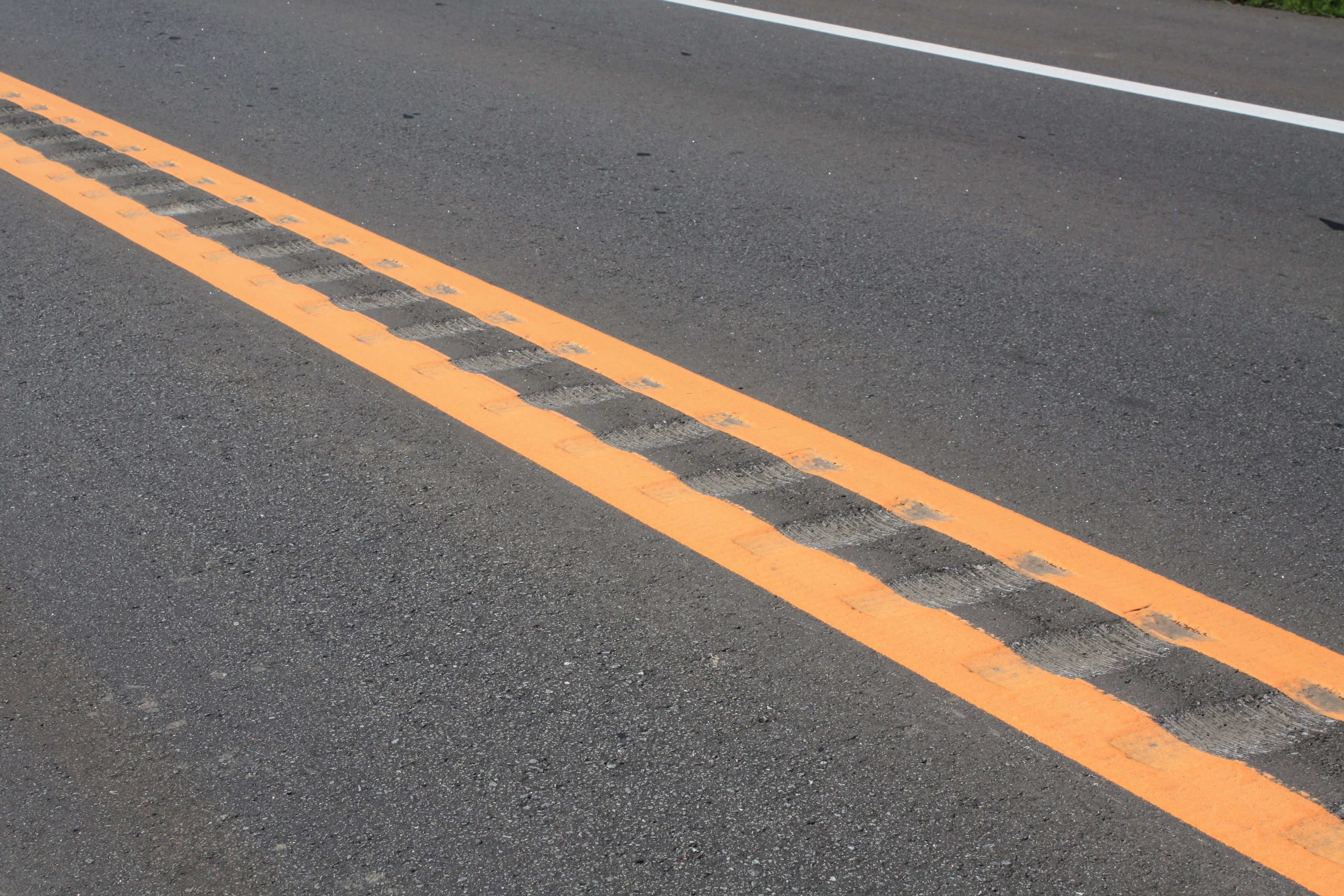
Benzi rezonatoare între sensurile de mers, în Japonia

Modul lor de funcționare se bazează pe vibrațiile și zgomotele transmise șoferului vehiculului atunci când anvelopele vehiculului calcă pe banda rezonatoare.
Benzile rezonatoare sunt folosite pentru a delimita benzile de circulație și au scopul de a atrage atenția șoferilor că trec limita benzii de rulare (de exemplu, din cauza oboselii). Ele servesc, de asemenea, ca măsură de reducere a vitezei în fața obstacolelor de pe traseu, cum ar fi intersecții sau razele de curbă strânse ale drumului.

## Amplasare
Practic, există două modalități de amplasare a benzilor rezonatoare pe drum: aplicarea unui marcaj rutier care are o grosime a stratului și/sau structură de suprafață adecvată (zgrunțuroasă) sau frezarea de adâncituri în suprafața carosabilului.
O bandă rezonatoare este aplicată în lungul direcției de deplasare, urmând linia de margine la limita din dreapta a părții carosabile sau o linie centrală, pentru a-i avertiza pe șoferi când ies din banda lor. Benzile rezonatoare pot fi, de asemenea, amplasate în serie, transversal pe direcția de mers, pentru a avertiza șoferii cu privire la o oprire sau încetinirea în față sau la apropierea unui loc periculos.

## Eficiență
În circumstanțe favorabile, benzile rezonatoare sunt eficiente și rentabile, în reducerea accidentelor din cauza neatenției. Eficacitatea benzilor rezonatoare în lungul acostamentelor depinde în mare măsură de un acostament lat și stabil pentru o redresare reușită. 
Benzile de avertizare sonoră au fost folosite în Țările de Jos de la începutul anilor 1990, reducând numărul deceselor rutiere cauzate de neatenție cu aproximativ o treime până în 2007.
În Germania cele mai cunoscute zone testate cu benzi rezonatoare au fost în Brandenburg pe A24, lângă Fehrbellin și Herzsprung. Potrivit investigațiilor Institutului Federal de Cercetare a Autostrăzilor, accidentele implicate prin ieșirea de pe banda de rulare au scăzut cu 43% în timpul perioadei de testare, iar numărul ocupanților mașinilor grav răniți sau uciși a scăzut cu 15%.